# 东方大田机场
东方大田机场是海南省东方市的通用机场，位于东方市距八所城区十五公里的八所镇那等村，是A1类通用机场，由中信海洋直升机股份有限公司投资建设，于2020年5月12日正式运营。

## 设施
机场占地面积约244.2余亩。
机场拥有一條800*23m跑道，1条79.7×16m垂直联络道，19872平方米停机坪。可满足EC-155、EC-255、S92等同级别直升机和塞斯纳172等小型固定翼飞机的起降需求。并作为1B级及以下固定翼飞机的备降场地。
另新建1400平方米的機庫，490平方米的航材庫，2050平方米的綜合辦公樓（含候機廳、塔台）和空管、消防、供電、給排水、生活保障等其他配套設施

## 建造历史
东方大田机场于2016年6月动工兴建。总投资16571.76万元。 
该机场一期工程按A1类通用机场标准建设，飞行区按1B等级标准建设。二期工程拟按民用4C级机场标准扩建，并根据需要扩建相关设施。东方市政府已对东方通用机场的交通基础设施进行了初步配套，可满足4E级运输机场建设条件。
2020年东方市提出拟在通用机场基础上扩建至4E级标准，并以航空货运为主的东方物流机场。目前正组织编制预可研，可行性研究报告等内容，争取“十四五”规划中后期开工建设。

## 开发
东方大田机场是海南省重点工程，为东方市服务南海资源开发的有力保障。
东方大田机场是打造新型物流基地的中华人民共和国的国内通用机场。